# Val (Einheit)
Ein Val, auch Äquivalent oder Grammäquivalent (Einheitenzeichen: val), ist eine veraltete Einheit der Stoffmenge. Es steht für diejenige Stoffmenge  eines Stoffes, die ein Mol Wasserstoff zu binden oder in Verbindungen zu ersetzen vermag, und errechnet sich daher nach folgender Zahlenwertgleichung:
{\displaystyle n_{\text{val}}=n_{\text{mol}}\cdot z}
In Worten: Die Stoffmenge in Val ist gleich der Stoffmenge in Mol mal der stöchiometrischen Wertigkeit {\displaystyle z}, weil jedes Teilchen {\displaystyle z}-fach gezählt wird.
In der DIN 32625 wird das Zeichen {\displaystyle z} Äquivalentzahl genannt und als {\displaystyle z^{*}} bezeichnet.
Der Zahlenwert, der sich hiernach für eine in Val angegebene Menge eines Stoffes ergibt, hängt von seiner Verwendung in der betrachteten chemischen Reaktion ab. Von einer Äquivalenz spricht man dabei immer dann, wenn die an der Reaktion beteiligten Stoffe restlos miteinander reagieren, ihre Stoffmengen also in Bezug auf die jeweilige Reaktionsgleichung zueinander gleichwertig sind.
Äquivalentkonzentration (Normalität) ist eine Stoffmengenkonzentration, bei der die Stoffmenge in Val (veraltet) oder in Mol unter Verwendung von Äquivalentteilchen angegeben wird (s. folgender Abschnitt).

## Äquivalentteilchen
Das Val ist seit dem 1. Januar 1978 offiziell unzulässig und wurde an diesem Tag durch die SI-Einheit Mol ersetzt.
Oft werden die Einheitenzeichen cmol oder molc benutzt, falls eine Stoffmenge {\displaystyle n_{\text{val}}} angegeben werden soll. Hierbei handelt es sich jedoch um einen Verstoß gegen deutsches Einheitenrecht, gegen die Empfehlungen vieler Fachgesellschaften und gegen DIN 32625; cmol ist nämlich das Einheitenzeichen des Zentimol. Stattdessen erfolgt eine SI-konforme und normgerechte Weiterführung des früheren Konzeptes von Äquivalenten ohne Zusätze zum Einheitenzeichen Mol.
Hintergrund ist, dass nach der Mol-Definition die für das Mol zugrunde gelegten Teilchen genau spezifiziert sein müssen. Das Val lässt sich daher durch das Mol ersetzen, indem man statt des realen Teilchens – beispielsweise K2Cr2O7 – dessen gedachten Bruchteil {\displaystyle 1/z} zugrunde legt: das Äquivalentteilchen 1/6 K2Cr2O7, wobei {\displaystyle z=6}. {\displaystyle z} kann bei ein und demselben Teilchen in verschiedenen chemischen Reaktionen verschiedene Werte annehmen.

## Val und Mol
Der Unterschied zwischen Val und Mol, der nur bei {\displaystyle z\neq 1} zu Tage tritt, werde an folgender chemischer Reaktion betrachtet:
| Größe      | Formelzeichen                  | zugrunde gelegte Teilchen a         | Natriumhydroxid {\displaystyle \mathrm {2NaOH} } | Schwefelsäure {\displaystyle +\mathrm {H_{2}SO_{4}} } | Natriumsulfat {\displaystyle \rightarrow \mathrm {Na_{2}SO_{4}} } | Wasser {\displaystyle +\mathrm {2H_{2}O} } |
| ---------- | ------------------------------ | ----------------------------------- | ------------------------------------------------ | ----------------------------------------------------- | ----------------------------------------------------------------- | ------------------------------------------ |
| Wertigkeit | {\displaystyle z}              |                                     | 1                                                | 2                                                     | 2                                                                 | 1                                          |
| Stoffmenge | {\displaystyle n_{\text{mol}}} | Moleküle                            | 2 Mol                                            | 1 Mol                                                 | 1 Mol                                                             | 2 Mol                                      |
| Stoffmenge |                                | Äquivalentteilchen bzw. Äquivalente | 2 Mol                                            | 2 Mol an Äq.t., d. h. 2 Mol an ½ H2SO4                | 2 Mol an Äq.t., d. h. 2 Mol an ½ Na2SO4                           | 2 Mol                                      |
| Stoffmenge | {\displaystyle n_{\text{val}}} |                                     | 2 Val                                            | 2 Val                                                 | 2 Val                                                             | 2 Mol b                                    |

Die Reaktionsgleichung kann auch so interpretiert werden, dass die Symbole für einzelne Teilchen stehen, nicht für Stoffmengen.

## Äquivalentmasse
Die stoffmengenbezogene Masse, die einem Val entspricht (im Falle des Mol als molare Masse bezeichnet), nennt man Äquivalentmasse bzw. früher auch Äquivalentgewicht (Einheit: g/val).
Die Äquivalentmasse ist:

1. für chemische Elemente: die Atommasse dividiert durch die Wertigkeit, also jene Masse des Elementes, die ein Grammatom Wasserstoff zu binden oder in Verbindungen zu ersetzen vermag.
Beispiel für Sauerstoff: 16/2 = 8; dabei hängt die Wertigkeit nicht nur vom Element ab, sondern auch von der betrachteten chemischen Reaktion.

2. für Verbindungen: die Molmasse dividiert durch die Anzahl der Äquivalente des Stoffes, mit dem die Verbindung reagiert. Beispiele:
- Chlorwasserstoff HCl mit einer Äquivalentmasse von 36,5 g/val (ein ersetzbares Wasserstoffatom, z = 1)
- Schwefelsäure H2SO4 mit einer Äquivalentmasse von 98 g/mol / 2 val/mol = 49 g/val (zwei ersetzbare Wasserstoffatome, z = 2).

3. für Ionen: die Ionenmasse dividiert durch die Anzahl der freien Ladungen des Ions. Ionen mit unterschiedlichen Wertigkeitsstufen wie das Eisen können auch unterschiedliche Äquivalentmassen haben.

4. für Radikale: die Summe aller Atommassen, aus denen sich das Radikal zusammensetzt, dividiert durch seine Wertigkeit.
Die Äquivalentmasse kann – wie die Molmasse – zur Massenangabe benutzt werden; um Verwechslungen vorzubeugen, wurde dabei früher von Gramm-Val bzw. Grammäquivalent gesprochen. In einer chemischen Reaktion entspricht diese Äquivalentmasse derjenigen Masse des Stoffes, die vollständig mit der Äquivalentmasse eines anderen Stoffes umgesetzt würde (zum Beispiel ein Grammäquivalent gleich 49 g Schwefelsäure).

## Dezimale Teile des Val
1 mval = 0,001 val

## Val/Liter und Val-%
Folgende Beispiele entsprechen jeweils einer 1-normalen Lösung, d. h. sie haben jeweils 1 val/l:
- eine 1-molare (1 mol/l) Salzsäure (HCl, z = 1)
- eine 0,5-molare (0,5 mol/l) Schwefelsäure (z = 2).

Bei Val-% ist der Bezugswert (100 %) die Summe aller Val-Werte aller vorliegenden Kationen (oder Anionen). Ein Val-% ist also ein Hundertstel dieser Summe.
Die Summe der Val-Werte aller Kationen muss genauso groß sein wie die der Anionen (Elektroneutralität einer Lösung).